# Head harness

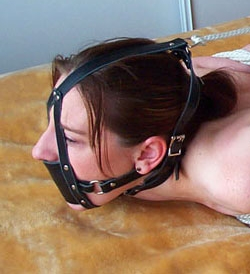

Un head harness è un accessorio costruito assemblando più cinghie e progettato per cingere il capo, utilizzato nelle pratiche BDSM.
Le cinghie sono generalmente bloccate da fibbie allacciate dietro la nuca. Gli head harness sono comunemente usati per fornire punti di aggancio per diversi generi di bavagli, come ball gag, bit gag, muzzle gag e ring gag, benché possano avere altri scopi come essere punto di ancoraggio per pratiche di bondage, oppure possono essere utilizzati semplicemente per il loro effetto psicologico. Gli head harness possono fungere da bavagli essi stessi, impedendo la possibilità di aprire la bocca, o integrando una maschera per coprirla.
Quando è accoppiato a un bavaglio, o quando esso stesso funge da bavaglio, l'accessorio nel suo complesso viene chiamato harness gag. Come tutti gli strumenti atti a imbavagliare comporta rischi di soffocamento.
L'head harness, come molte altre forme di bavaglio, impedendo la possibilità di parlare e costringendo a emettere saliva dalla bocca ("drooling") a causa della difficoltà della deglutizione, ha inoltre l'effetto di dare un senso di soggezione e umiliazione in chi lo indossa che può essere una sensazione erotica sia per chi lo porta sia per chi lo osserva. Molti head harness sono costruiti in modo da far passare le cinghie davanti agli occhi limitando la visuale e aumentando ulteriormente il senso di sottomissione. Alcuni hanno inoltre una benda vera e propria.